# Pedro Henríquez Ureña
Pedro Henríquez Ureña (Santo Domingo, 29 giugno 1884 – Buenos Aires, 11 maggio 1946) è stato un critico letterario, filologo e saggista dominicano.

## Biografia
Figlio di Francisco Henríquez y Carvajal, medico, pedagogo e politico divenuto presidente della Repubblica Dominicana nel 1916 appena prima della occupazione dell'isola da parte degli Stati Uniti e di Salomé Ureña, poetessa ed educatrice,
sin da piccolo ebbe l'opportunità di conoscere eminenti uomini di cultura americana, tra i quali José Martí,
che frequentavano abitualmente la sua casa.
Henríquez Ureña, come intellettuale si formò su entrambe le sponde dell'Atlantico, a cominciare dal Messico, dove soggiornò dall'età di ventidue anni partecipando all'attività di svariati circoli letterari, contribuendo a rivitalizzare la cultura locale.
La sua carriera letteraria incominciò nel 1905 come critico letterario  con la pubblicazione di Ensayos criticos, in cui mostrò di aderire alle tendenze moderniste nelle sue riflessioni riguardanti D'Annunzio, Wilde e Darío.

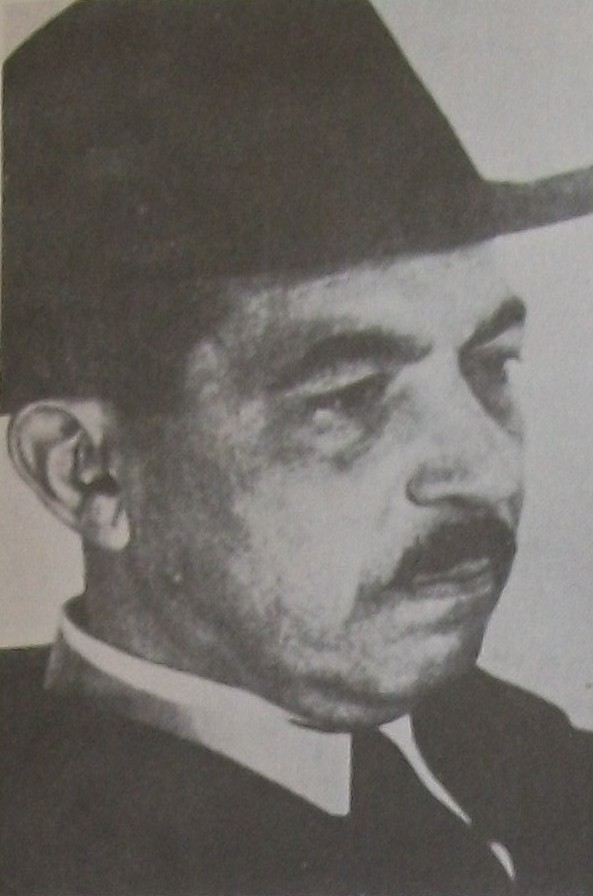
Pedro Henríquez Ureña

Cinque anni dopo uscì alle stampe Horas de estudio, un saggio concernente le scienze sociali e sociologiche antipositiviste.
Nel 1914 soggiornò a Cuba dove ebbe modo di affinare i suoi principi e criteri di indagine scientifica, filosofica e di critica.
Nel biennio 1915-1916 si spostò negli Stati Uniti, a Washington, dove collaborò come giornalista con varie testate e con l'Università del Minnesota come docente. In questo periodo sviluppò idee e sentimenti umanisti e americanisti.
Il suo percorso intellettuale itinerante proseguì in Spagna, a Madrid, dal 1917 al 1920, dove seguì gli insegnamenti del filologo Menéndez Pidal e realizzò una prima serie di saggi riguardanti la letteratura, quali La versificación irregular en la poesía castellana (1920) e Mi España (1922).
La sua ultima tappa culturale lo portò a Buenos Aires, luogo in cui svolse la professione di docente, presso la locale Università, fine alla sua morte, oltre a collaborare con la rivista letteraria Sur fondata da Victoria Ocampo, ad eseguire numerose conferenze, gestire la Biblioteca americana, e fondare l'Università Popolare.
In Argentina, approfondì soprattutto tematiche legate alla filologia, alla storia della cultura ispanica ed alle sue relazioni con i movimenti europei, ma anche alla sua indipendenza ed unità.
In questi ultimi anni di vita effettuò numerose lezioni universitarie anche negli Stati Uniti, presso le Università del Minnesota, di Chicago e della California.
Tra le opere più significative di questo suo ultimo periodo, si possono citare: Apuntaciones sobre la novela en América (1927), Sobre el problema del andalucismo dialectal de América (1937), Plenitud de España (1940), Corrientes Literarias en la América Hispana (1941), Historia cultural y literaria de la América hispánica (1947), Seis ensayos en busca de nuestra expresión (1952).

## Albero genealogico
|                                                    |                                      |                                         | Genitori                   |  |  | Nonni                           |  |  | Bisnonni            |  |
|                                                    |                                      |                                         |                            |  |  | Noel Henríquez Altías (n. 1813) |  |  | Juan José Henríquez |  |
|                                                    |                                      |                                         |                            |  |  | Noel Henríquez Altías (n. 1813) |  |  | Juan José Henríquez |  |
|                                                    |                                      | Clemencia Altías                        |                            |  |  | Noel Henríquez Altías (n. 1813) |  |  |                     |  |
| Francisco Hilario Henríquez y Carvajal (1859–1935) |                                      |                                         |                            |  |  | Noel Henríquez Altías (n. 1813) |  |  |                     |  |
|                                                    |                                      | Clotilde Carvajal Fernández (1819–1873) | Salvador Carvajal          |  |  |                                 |  |  |                     |  |
|                                                    |                                      | Clotilde Carvajal Fernández (1819–1873) | Salvador Carvajal          |  |  |                                 |  |  |                     |  |
|                                                    |                                      | Clotilde Carvajal Fernández (1819–1873) | Juana Fernández            |  |  |                                 |  |  |                     |  |
| Pedro Henríquez Ureña                              |                                      | Clotilde Carvajal Fernández (1819–1873) |                            |  |  |                                 |  |  |                     |  |
|                                                    | Nicolás Ureña de Mendoza (1822–1875) | Francisco Ureña Mañón                   |                            |  |  |                                 |  |  |                     |  |
|                                                    | Nicolás Ureña de Mendoza (1822–1875) | Francisco Ureña Mañón                   |                            |  |  |                                 |  |  |                     |  |
|                                                    | Nicolás Ureña de Mendoza (1822–1875) | Ramona de Mendoza                       |                            |  |  |                                 |  |  |                     |  |
| Salomé Ureña Díaz (1850–1897)                      | Nicolás Ureña de Mendoza (1822–1875) |                                         |                            |  |  |                                 |  |  |                     |  |
|                                                    |                                      | Gregoria Díaz de León (1819–1914)       | Pedro Díaz de Castro       |  |  |                                 |  |  |                     |  |
|                                                    |                                      | Gregoria Díaz de León (1819–1914)       | Pedro Díaz de Castro       |  |  |                                 |  |  |                     |  |
|                                                    |                                      | Gregoria Díaz de León (1819–1914)       | Teresa de León y la Concha |  |  |                                 |  |  |                     |  |
|                                                    |                                      | Gregoria Díaz de León (1819–1914)       |                            |  |  |                                 |  |  |                     |  |

## Opere letterarie
- Ensayos críticos, L'Avana, 1905.
- Horas de estudio, Parigi, 1910.
- La enseñanza de la literatura, Mexico, 1913.
- El nacimiento de Dionisos, New York, 1916.
- Literatura dominicana, New York / Parigi, 1917.
- Gramática castellana, (con Bertrán D. Wolfe), Madrid, 1924.
- El supuesto andalucismo de América, Buenos Aires, 1925.
- La utopía de América, Buenos Aires, 1925.
- El libro del idioma. Lectura, gramática, composición, vocabulario., (con Narciso Binayán), Buenos Aires, 1927.
- Seis ensayos en busca de nuestra expresión, Buenos Aires, 1928.
- Cien de las mejores poesías castellanas, Buenos Aires, 1929.
- La versificación irregular en la poesía castellana, Madrid, 1933.
- El teatro de la América Española en la época colonial, Buenos Aires, 1936.
- La cultura y las letras coloniales en Santo Domingo, Buenos Aires, 1936.
- Antología clásica de la literatura argentina, Buenos Aires, 1937.
- Sobre el problema del andalucismo dialectal de América, Buenos Aires 1937.
- El español en México, los Estados Unidos y la América Central, Buenos Aires, 1938.
- Para la historia de los indigenismos, Buenos Aires, 1938.
- El español en Santo Domingo, Buenos Aires, 1940.
- Páginas escogidas, Mexico, 1940.
- Plenitud de España, Buenos Aires, 1940.
- El endecasílabo castellano, Buenos Aires, 1944.
- Páginas escogidas, Mexico, 1946.
- Sobre la historia del alejandrino, Buenos Aires, 1946.
- Historia de la Cultura en la América Hispánica, Mexico, 1947.
- Las corrientes literarias en la América Hispánica, Mexico, 1949.
- Páginas juveniles, Bogotá, 1949.
- Ensayos en busca de nuestra expresión, Buenos Aires, 1952.
- Historia de la cultura en la América Hispánica, Mexico, 1957.
- Obra completa, Mexico, 1960.
- Obra crítica, Mexico, 1960.
- Estudios de versificación española, Buenos Aires, 1961.
- Selección de ensayos, La Habana, 1965.
- Cuentos de la Nana Lupe, Mexico, 1966.
- Las corrientes literarias en la América Hispánica, Mexico, 1969.
- Ensayos, Santo Domingo, 1976.
- Observaciones sobre el español en América y otros estudios filológicos, Buenos Aires, 1977.
- Las corrientes literarias en la América hispánica, Mexico, 1978.
- La utopía de América, Caracas, 1978.
- La utopía de América. La América Española y su originalidad, Mexico, 1978.
- Historia de la cultura en la América Hispánica, L'Avana, 1979.
- Obra Crítica, Mexico, 1981.
- Estudios mexicanos, Mexico, 1984.
- Obra dominicana, Santo Domingo, 1988.
- Memorias-Diarios, Buenos Aires, 1989.
- Humanismo de América, Mexico, 1997.[1]